# Foulcrey
Foulcrey (deutsch Folkringen) ist eine französische Gemeinde mit 157 Einwohnern (Stand 1. Januar 2022) im Département Moselle in der Region Grand Est (bis 2015 Lothringen). Sie gehört zum Arrondissement Sarrebourg-Château-Salins.

## Geografie
Foulcrey liegt auf halbem Weg zwischen Sarrebourg und Lunéville an der Grenze zum Département Meurthe-et-Moselle auf einer Höhe zwischen 283 und 355 m über dem Meeresspiegel. Das Gemeindegebiet umfasst 12,43 km².
Im nördlichen Gemeindegebiet liegt der Étang de Foulcrey (Folkringer Weiher), dessen Abfluss Ruisseau de l’Étang de Foulcrey in der Nachbargemeinde Gogney in die Voise mündet, die das Gemeindegebiet von Foulcrey bereits im äußersten Osten tangiert.

## Geschichte
Das Dorf wurde 1332 erstmals als Foukereis erwähnt. Weitere Schreibweisen lauteten: Folkeranges (1361), Folkeringen (1438), Folkringen (1490), Volkringen (1615).
Das Dorf gehört seit 1681 zu Frankreich.
1915–1918 und 1940–1944 trug es den eingedeutschten Namen Folkringen.

### Bevölkerungsentwicklung
| Jahr      | 1962 | 1968 | 1975 | 1982 | 1990 | 1999 | 2007 | 2019 |
| Einwohner | 318  | 300  | 263  | 250  | 174  | 180  | 187  | 156  |

## Sehenswürdigkeiten

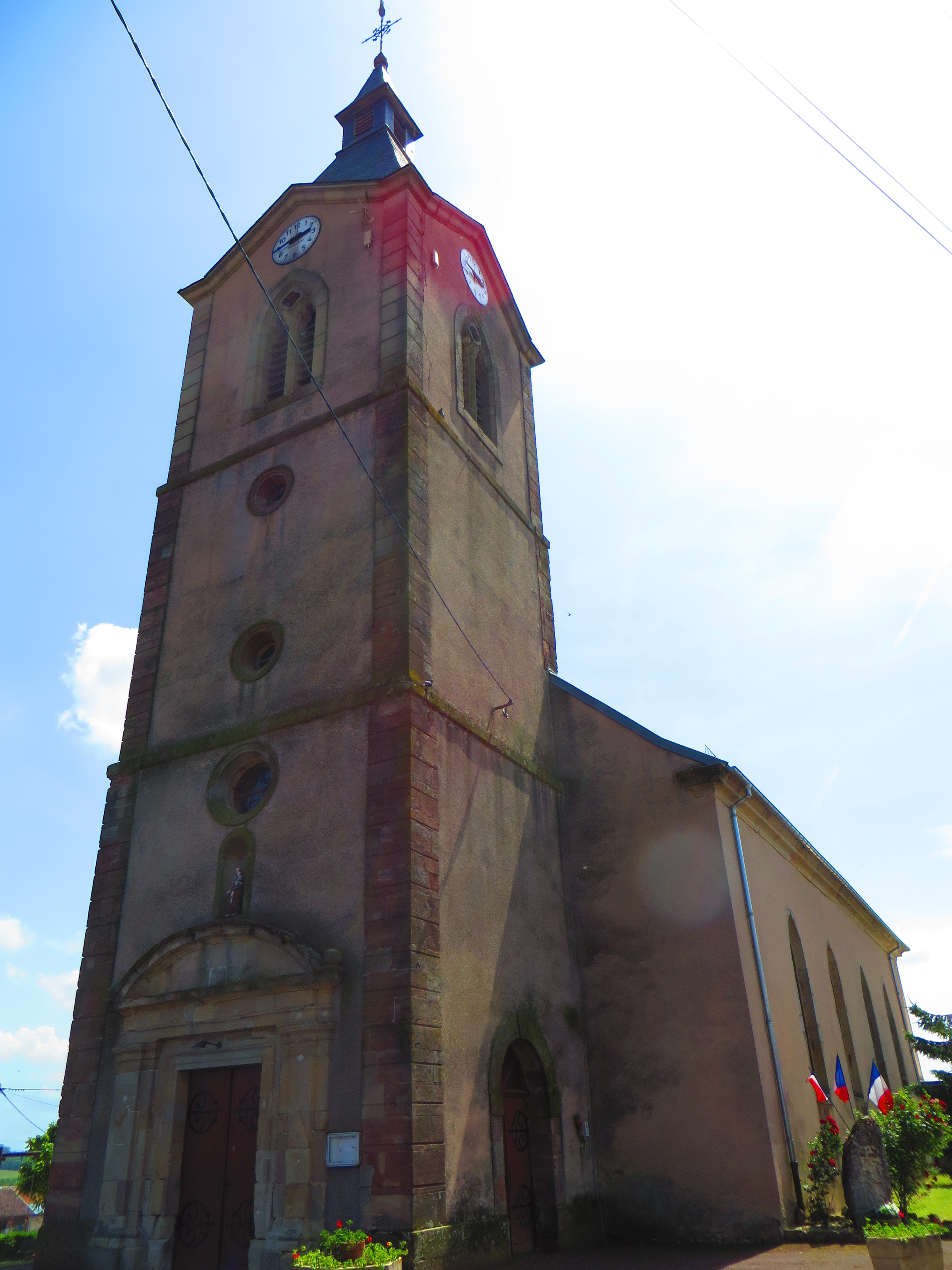
Kirche Saint-Remi
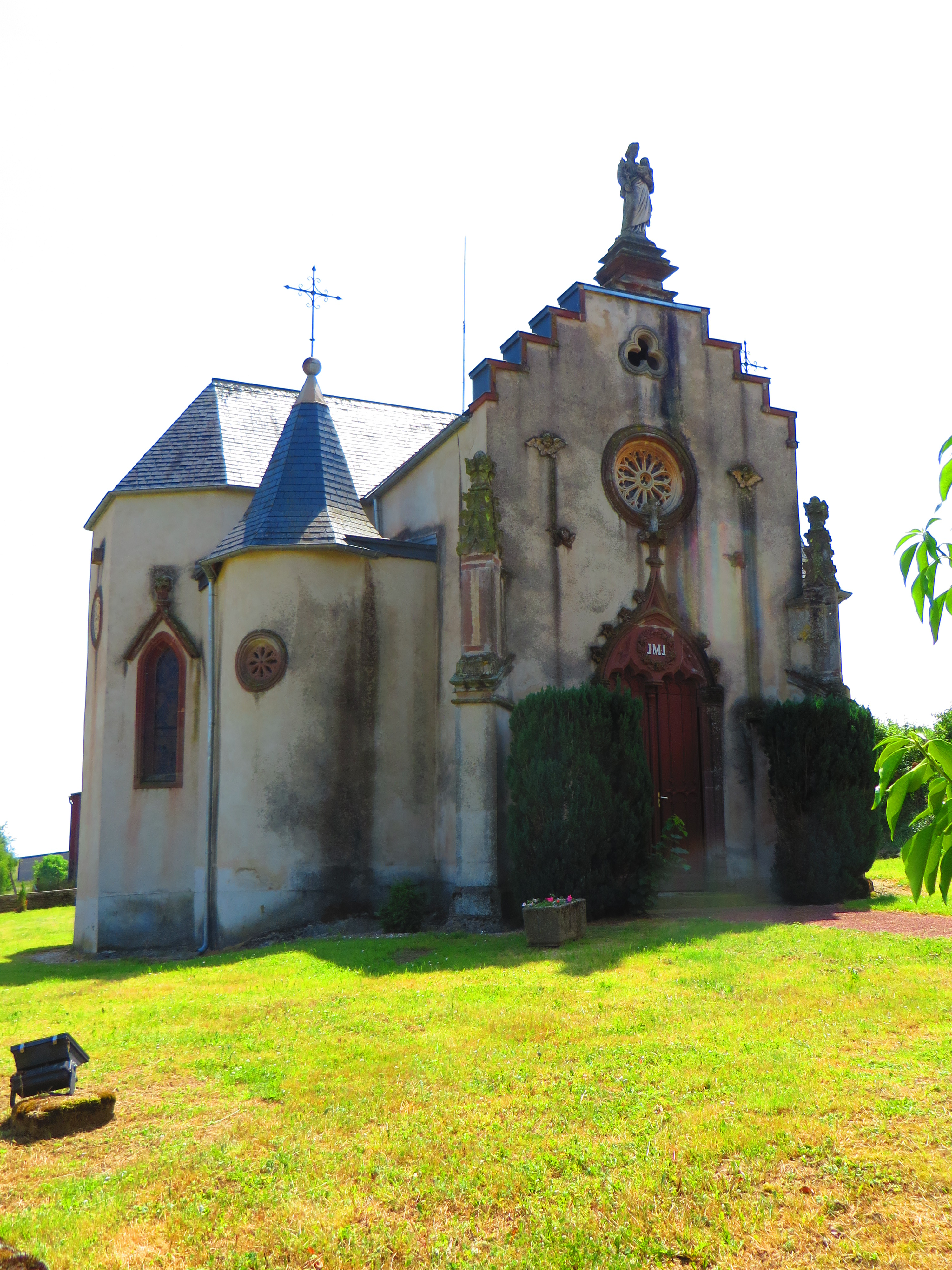
Kapelle Saint-Joseph
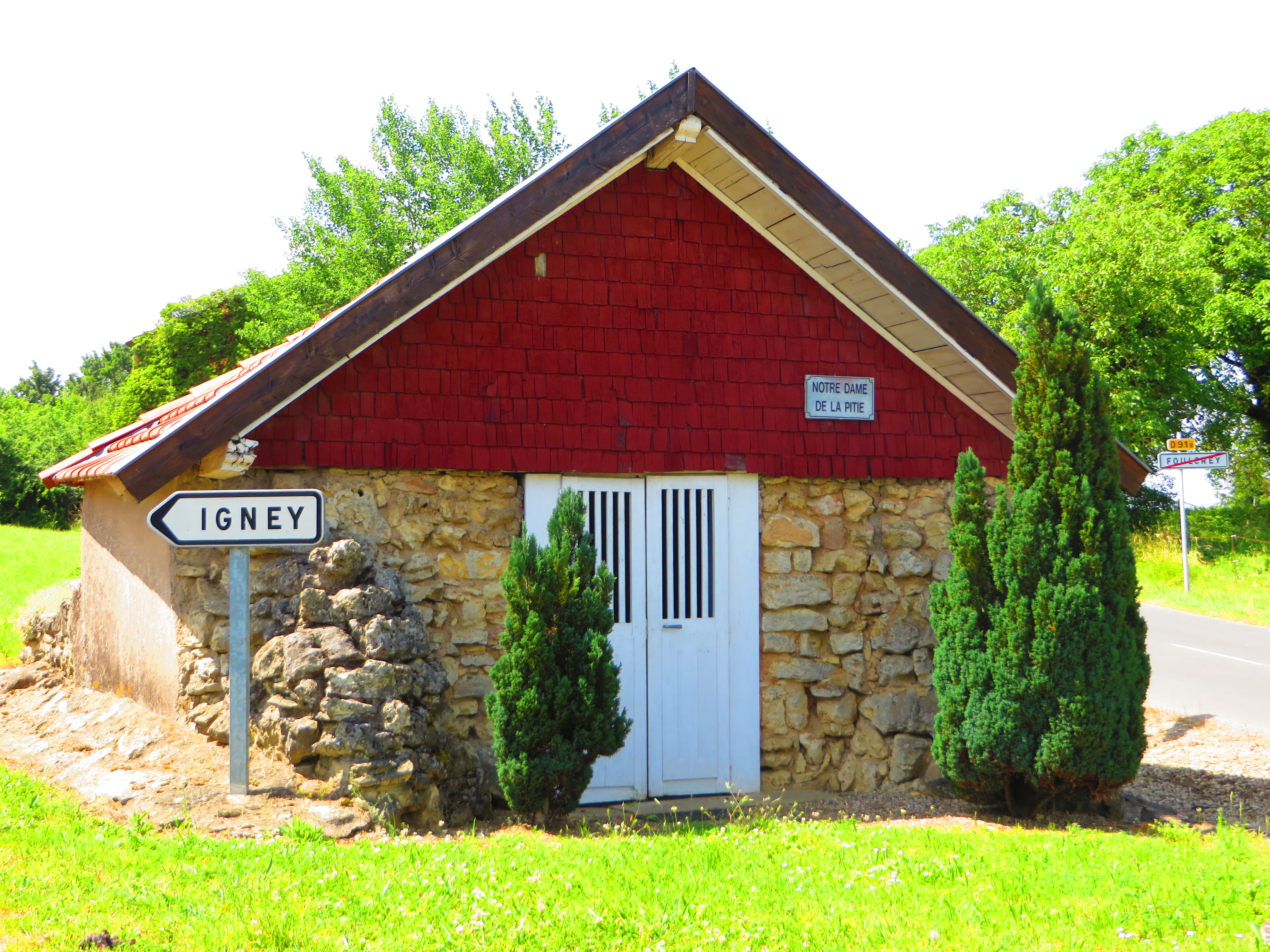
Kapelle Notre-Dame-de-Pitié